# Martina Grimaldi
Martina Grimaldi (Bologna, 28 settembre 1988) è una nuotatrice italiana, in forza al Gruppo Sportivo Fiamme Oro e al Circolo Nuoto UISP di Bologna.
È una nuotatrice specializzata nelle gare di nuoto di fondo: è stata campionessa mondiale nei 10 km a Roberval nel 2010, campionessa mondiale nella 25 km a Barcellona nel 2013, campionessa europea nella 25 km a Berlino nel 2014 e medaglia di bronzo alle Olimpiadi di Londra 2012.

## Carriera
La sua carriera a livello internazionale è iniziata nel 2006 quando è giunta sesta nei 5 km agli Europei di nuoto di Budapest. L'anno successivo ha partecipato ai Mondiali di Melbourne, classificandosi sesta sempre sui 5 km. Dal 2008 ha cominciato a cimentarsi nei 10 km e agli Europei di Dubrovnik ha conquistato la prima medaglia internazionale con l'argento nei 10 km, sfiorando anche il podio sui 25 km.
Dopo il decimo posto ai Giochi di Pechino, ai Mondiali di Roma del 2009 si è aggiudicata la sua prima medaglia mondiale, bronzo nei 10 km dietro a Keri-Anne Payne e a Ekatarina Seliverstova. Nel 2010, dopo essere entrata a far parte delle Fiamme oro, il Gruppo sportivo della Polizia di Stato, ha vinto la medaglia d'oro ai mondiali di Roberval nella gara dei 10 km precedendo la compagna Giorgia Consiglio mentre nella 25 km è stata squalificata e successivamente la medaglia di bronzo nei 25 km ai Campionati europei di nuoto di Budapest preceduta da Olga Beresnyeva e Angela Maurer.
Convocata per i mondiali cinesi di Shanghai del luglio 2011, ha nuotato nella gara dei 10 km conquistando l'argento, battuta ancora dalla britannica Payne e davanti alla greca Marianna Lymperta. Un mese dopo ha vinto un'importante gara preolimpica svolta a Londra, ad Hyde Park. A settembre ad Eilat ha vinto il suo primo titolo europeo nella 10 km precedendo la compagna Rachele Bruni di sei decimi all'arrivo.
Nel 2012 giunge terza nella gara di fondo sui 10 km ai Giochi olimpici di Londra dietro l'ungherese Éva Risztov e la statunitense Haley Anderson conquistando la medaglia di bronzo. È la prima medaglia mai vinta dall'Italia in una gara di nuoto di fondo. Ai Campionati europei di nuoto di Piombino del 2012 conquista la medaglia d'oro davanti alla tedesca Angela Maurer e alla ceca Jana Pechanova.
Il 27 luglio 2013 ai mondiali di nuoto di Barcellona vince la gara di fondo 25 km, precedendo la tedesca Angela Maurer e l'americana Eva Fabian e laureandosi così campionessa mondiale.
Il 1º settembre 2013 si è imposta nella famosa maratona gran fondo Capri-Napoli, facendo segnare la nuova miglior prestazione della traversata di sempre, davanti alla croata Carla Sitic e alla russa Olga Kozyduv; con la sua prestazione (6:31:23) ha battuto di quasi mezz'ora il precedente primato detenuto dalla tedesca Angela Maurer, che lo aveva fissato dieci anni fa, al termine dell'edizione 2003 della manifestazione.
Il 17 agosto del 2014 vince l'oro nella 25 km femminile agli Europei di nuoto di Berlino.
Partecipa ai mondiali di nuoto 2017 di Budapest, arrivando quarta nella 25 km con il tempo di 5h23'54''6.

## Palmarès
| Giochi olimpici          | ---              | 10 km individuale  | ---               |
| 2008 Pechino Cina        | ---              | 10ª 1h 59'40"7     | ---               |
| 2012 Londra Regno Unito  | ---              | Bronzo 1h 57'41"8  | ---               |
| Campionati del mondo     | 5 km individuale | 10 km individuale  | 25 km individuale |
| 2007 Melbourne Australia | 16ª 1h 00'58"4   | ---                | ---               |
| 2009 Roma Italia         | ---              | Bronzo 2h 01'38"6  | 7ª 5h 49'36"7     |
| 2011 Shanghai Cina       | ---              | Argento 2h 01'59"9 | 5ª 5h 29'36"2     |
| 2013 Barcellona Spagna   | 7ª 56'46"3       | 12ª 1h 58'24"9     | Oro 5h 07'19"7    |
| 2015 Kazan Russia        | 11ª 59:16.0      |                    |                   |
| Mondiali in acque libere | 5 km individuale | 10 km individuale  | 25 km individuale |
| 2006 Napoli Italia       | 8ª 1h 09'06"7    | ---                | ---               |
| 2008 Siviglia Spagna     | ---              | 26ª 2h 03'23"7     | ---               |
| 2010 Roberval Canada     | ---              | Oro 2h 05'45"2     | squalificata      |
| Campionati europei       | 5 km individuale | 10 km individuale  | 25 km individuale |
| 2006 Budapest Ungheria   | 6ª 1h 01'53"9    | ---                | ---               |
| 2008 Ragusa Croazia      | ---              | Argento 2h 00'31"4 | 4ª 5h 39'18"0     |
| 2010 Budapest Ungheria   | ---              | 9ª 2h 01'30"8      | Bronzo 5h 48'30"8 |
| 2011 Eilat Israele       | ---              | Oro 2h 00'18"6     | ---               |
| 2012 Piombino Italia     | ---              | Oro 2h 12'23"3     | Bronzo 5h 31'34"6 |
| 2014 Berlino Germania    | ---              | 10ª 1h 56'21"9     | Oro 5h 19'14"1    |
| Europei giovanili        | 5 km individuale | ---                | ---               |
| 2005 Bled Slovenia       | 5ª 1h 00'16"7    | ---                | ---               |

### Campionati italiani
6 titoli individuali, così ripartiti:
- 2 nei 5 km di fondo
- 2 nei 10 km di fondo
- 2 nei 25 km di fondo

| Anno | Edizione    | st.libero 800 m | st.libero 1500 m | st.libero 5000 m | st.libero 4×200 m | misti 400 m |
| ---- | ----------- | --------------- | ---------------- | ---------------- | ----------------- | ----------- |
| 2005 | Estivi      | -               | 2                | -                | -                 | 2           |
| 2005 | Invernali   | -               | -                | -                | -                 | 3           |
| 2006 | Primaverili | -               | -                | 3                | -                 | -           |
| 2006 | Estivi      | -               | -                | -                | -                 | -           |
| 2006 | Invernali   | 3               | -                | 3                | -                 | -           |
| 2007 | Primaverili | -               | -                | 3                | -                 | -           |
| 2007 | Estivi      | -               | 3                | -                | -                 | 2           |
| 2007 | Invernali   | -               | 2                | -                | -                 | 2           |
| 2008 | Primaverili | 3               | -                | 3                | -                 | -           |
| 2008 | Estivi      | 3               | -                | -                | -                 | -           |
| 2008 | Invernali   | -               | -                | -                | -                 | 3           |
| 2009 | Primaverili | -               | -                | 2                | 2                 | -           |
| 2009 | Estivi      | -               | 3                | -                | -                 | -           |
| 2011 | Primaverili | -               | 3                | 2                | -                 | E           |

Edizioni in acque libere
| Anno | Edizione | fondo 5 km | crono 5 km | fondo 10 km | fondo 25 km |
| ---- | -------- | ---------- | ---------- | ----------- | ----------- |
| 2006 | Fondo    | 3          | nd         | -           | -           |
| 2007 | Fondo    | 1          | nd         | 3           | -           |
| 2008 | Fondo    | 2          | 3          | 2           | 1           |
| 2009 | Fondo    | 1          | nd         | 1           | 1           |
| 2010 | Fondo    | 2          | -          | 2           | 2           |
| 2011 | Fondo    | 3          | -          | 1           | 2           |

- Capri-Napoli

Medaglia d'oro:2013

## Riconoscimenti
- LEN Award: 2013
- Open Water Swimmer of the Year: 2010